# Akimasa Nakamura
Akimasa Nakamura (jap. 中村 彰正, Nakamura Akimasa; * 1961) ist ein japanischer Astronom.
Akimasa Nakamura arbeitet hauptsächlich am Kuma-Kōgen-Observatorium bei Kumakōgen in der Präfektur Ehime, zu dessen Mitarbeiterstab er immer noch gehört. Besonderen Wert legt er bei seiner Arbeit auf die Beobachtung der Helligkeit von Asteroiden. Er entdeckte von 1994 bis heute (Stand Januar 2010) insgesamt 109 Asteroiden.
Er benannte die Asteroiden (9081) Hideakianno nach dem japanischen Filmregisseur Hideaki Anno und (44711) Carp nach dem Baseballteam Hiroshima Carp, dessen Fan er ist.
Der Asteroid (10633) Akimasa wurde 1999 nach ihm benannt, um die Geburt seines ersten Kindes zu feiern.

## Quelle
- Lutz D. Schmadel: Dictionary of Minor Planet Names. 5th ed. Springer, Berlin 2003, ISBN 3-540-00238-3 (englisch) Voransicht bei Google Book Search